# Tachina corylana
Tachina corylana là một loài ruồi trong họ Tachinidae.